# ちあき電脳探てい社
『ちあき電脳探てい社』（ちあきでんのうたんていしゃ）は、北森鴻による日本の児童文学・推理小説。

## 概要
児童向け月刊雑誌『小学三年生』（小学館）において、1996年4月号から1997年3月号まで連載されていた。（『小学二年生』1996年3月号に予告カットあり）
ひと月につき10ページ前後で構成されており、豊富な挿絵が半分ほどを埋める構成になっている。北森鴻は児童向けに平仮名表記の「きたもり こう」名義で執筆しており、挿絵はTAGROが描いている。
児童文学であるため殺人などの猟奇的な事件は一切扱われず、怪現象や盗難といった事件が中心となっている。ただし子供間での小規模な事件に留まっているわけではなく、町全体を舞台にした刑事事件も扱われる。
連載以降長らく完全な形で書籍化されることはなく、「幽霊教室の怪人事件」の部分のみが2000年刊『パンドラ's ボックス』（光文社）に収録されているだけであった。北森の逝去後その翌年、連載終了からは約14年後となる2011年1月にPHP文芸文庫より『ちあき電脳探偵社』の名ではじめて全作が書籍化された。ただし、両書籍ともに事件の把握に必要な見取り図を残して、TAGROの挿絵はすべて省かれている。『ちあき電脳探偵社』では、扉絵として長崎訓子が描き起こした挿絵が使われている。
『パンドラ's ボックス』における北森自身の解説、および『ちあき電脳探偵社』での芦辺拓の解説では、本作の書かれた背景が語られている。それによれば、当時デビュー翌年であった北森は執筆作が校正段階で白紙に戻されてしまったこともあって非常に困窮しており、本作はライター時代につきあいがあった小学館の編集者から紹介された、北森の当時唯一の恒常的収入源であったという。

## ストーリー
桜町小学校に通うごく普通の小学生、井沢コウスケは、新学期初日に、同じ小学校・同じクラスに転校してきた女の子・鷹坂ちあきに出会う。ちあきに一目惚れするコウスケだが、ちあきは非凡な推理力を有する少女であった。コウスケと仲良くなったちあきは、コウスケに父が遺した自宅のスーパーコンピュータを見せる。そのコンピュータは、バーチャル世界の創造を中心とした驚くべき性能を備えたマシンであった。
コウスケは推理力とスーパーコンピュータの助けで事件を解決するちあきのパートナーとなり、ちあきや他のクラスメイトたちと共にさまざまな事件に巻き込まれてゆくことになる。

## 登場人物

### メインキャラクター
井沢 コウスケ（いざわ-）
物語の主人公で、全編を通しての語り手。
桜町小学校の三年二組に在籍する、ごく平凡な生徒。母親と死に別れており、町内の古い家で父親と二人暮らしをしている。
転校してきたちあきに会った途端に一目惚れして仲良くなり、事件が起きた際はちあきのパートナーとなる。だが好奇心は強いものの推理力は年齢相応で事件の解決にはそれ程役立たず、多くの場面でちあきの推理の聞き手に回っている。
しかしちあきのことは心底想っており、大事があった際はちあきを守るため高い行動力を見せる。
鷹坂 ちあき（たかさか-）
物語のヒロイン。
物語開始時に桜町に越してきた小学三年生の女の子で、コウスケと同じクラスになる。卓越した推理力を持っており、転校初日には先生の手帳の在り処を即座に推理して見せた。
性格は基本的に内気であまり積極的に会話には加わらないが、端麗な容姿もあってコウスケ含め男子からの人気は非常に高い。
父親とは死に別れており、現在はマンションの三階で母・ひなこと二人暮らし。マンションの四階には父親が残した秘密のスーパーコンピュータが丸々残されており、コンピュータと連動しているゴーグルを付けることで性格は一変、中性的な口調の遠慮のない人物へと変貌する。
スーパーコンピュータは極めて高性能で、「ラン・オン！」と命令することで、電力会社のハッキングから人間の入り込めるバーチャル空間の創造まで行うことができる。

### メインキャラクターの家族
井沢 シンスケ（いざわ-）
コウスケの父親。
職業は桜町署の警部で、ミステリー小説好き。妻を亡くしコウスケと二人暮らしだが、私生活は非常に怠惰で家事はコウスケに任せっきりになっている。特に事件がない場合は朝遅くまで家で寝ているようだ。
劇中の事件を機に知りあって以降ひなこのことが気になるようで、柄にもなく一張羅を着てひなこと食事に行くなどしている。
鷹坂 ひなこ（たかさか-）
ちあきの母親。
自宅マンションの一階・二階にある少林寺拳法の道場で師範を勤める、才色兼備な女性。美人ながら力も強く、初対面のコウスケを軽々と50センチも持ち上げて見せた。
自宅のスーパーコンピュータのことは当然知っているが、ちあきのように積極的な利用を行うことはないようだ。

### 桜町小学校の生徒・先生
谷川 ゲンキ（たにがわ-）
コウスケたちのクラスメイト。よく噂話や新情報をかぎつけてくる。
わざと話にもったいをつけて他人を焦らしたがるため、無関心を装わないとなかなか本題に入ってくれない。
小椋 カオル（おぐら-）
コウスケたちのクラスメイト。「スーパーレディ」を自称する高飛車な性格で、すぐ他人と張り合いたがる。
ちあきに対抗意識を燃やして、取り巻き2人と一緒に「美少女探てい団」を結成。毎回のように事件を解決しようと意気込み、推理小説の名言を引用したりしながら事件を推理する。
しかし推理の腕に関しては完全にちあきに負けており、ろくに相手になっていない。
姫岡 エミコ（ひめおか-）
コウスケたち三年二組の担任。生徒からは「姫先生」と呼ばれている。
温厚で優しい一方泣き虫で、やや緊張感に欠ける能天気な性格。生徒たちと一緒になって授業外でのイベントなどにも参加する。
頻繁に寒いダジャレを飛ばすのが大きな欠点で、本人はダジャレが悉く受けていないことに全く気付く様子はない。

## あらすじ

### 桜並木とUFO事件（4月号 - 6月号）
登校初日から遅刻しかけるコウスケは、道中で鷹坂ひなこに呼び止められる。一緒に小学校に連れて行ってほしいと紹介されたちあきに、コウスケは一目惚れしてしまう。
一方学校では、学校の正門前の桜並木が一つ残らず枝を切られるという大事件が起こっていた。枝が切られた現場には、博物館のものと思われるネクタイピンが落ちていた。しばらくして、今度はクラスメイトのゲンキが学校の裏山でUFOを見たと言い出す。
ふたつの事件は関連があるのだろうか？コウスケは、事件をちあきと追うことになる。

### 幽霊教室の怪人事件（7月号 - 9月号）
学校の裏庭にある建物「あかずの倉庫」に幽霊が出たと、教室中が噂になっていた。四年生の田口と同級生の原田の二人が、謎の霧に包まれた怪物の声や姿を確認したというのである。興味を持った三年二組の面々は、鍵を借りて夕方「あかずの倉庫」に探索に訪れた。
そこで見つけたのは、コウスケ達が住む桜町の古めかしい地図。地図の裏にはなんと、「たから」の存在を示唆する暗号が書かれていたのだった。

### ちあきゆうかい事件（10月号 - 11月号）
三年二組の教室では、男女に分かれて二つの話題で持ちきりになっていた。女子たちは、銀行のそばに出没するよく当たるカード占いの老婆の話題。男子たちは、桜町にやってきた巨大サーカスの話題。
コウスケたちが占い師を訪れると、老婆はカオルが引いたカードの山をぴたりと当てて見せ、さらに「なまけものはいつかはバツをうける」という謎の予言を残した。一方、町を離れることとなったサーカスから、町内全域にサーカスの無料招待状が届く。生徒たちが歓喜する一方で、姫先生は大量の宿題を課して大きなブーイングを受けるのだが…

### マジカルパーティー（12月号）
今日はクリスマスイブ。クラス全員で、クリスマスパーティーをすることになっている。朝早くからちあきへのプレゼントを用意して登校してきたコウスケだったが、それは皆が一緒で、早々と集合するクラスメイトやライバルの多さにコウスケは頭を抱える。
しかし皆で教室に入ると、教室の飾り付けやお菓子などの準備がきれいに消え去っていた。代わりに謎の暗号が残されており、コウスケたちは犯人が残した謎に挑戦することになる。

### 雪だるまは知っている（1月号）
三日続いて降った雪で、桜町には大量の雪が積もった。風邪をひいて休んでいるゲンキを除いて、クラス全員が学校で雪遊びをして遊んだ。たくさんの雪だるまを作ったりと楽しむ中、姫先生の主催で次の日に雪合戦をすることとなる。しかし翌日学校を訪れると、教室においてあったはずの優勝トロフィーが盗まれてしまっていた。
いつもの如くカオルが事件解決に執念を燃やす一方、ちあきはあることに気がつく。

### ちあきフォーエバー（2月号 - 3月号）
コウスケは夢を見た。ちあきが「もう学校に一緒に行けない」と去ってしまう夢であった。時を同じくしてちあきは急に元気をなくしてしまい、コウスケは気が気でない。
そしてコウスケはひなこと食事に行ってきた父親から、鷹坂家が立ち退きを迫られていることを伝えられる。そこに入ってきた知らせは、立ち退きを迫る「さいころ屋敷」の家主に泥棒が入ったというものだった。
ちあきを助けるため、コウスケは消えた宝石の謎を解き事件を解決することを決意する。

## 後年の作品への影響
北森鴻の代表作である『蓮丈那智フィールドファイル』シリーズでは、探偵役である蓮丈那智の口調が本作の鷹坂ちあきがゴーグルをつけたときの口調とよく似ている。探偵役となる女性と温厚で推理力は高くないが探偵役に気があるパートナー役の温厚な男性という位置づけにも共通点がある。
また、TAGROの作品については、『宇宙賃貸サルガッ荘』の単行本3巻において、同作のヒロインであるメウは、本作の鷹坂ちあきを元に作られていることが示唆されている。ただし、当件については後日TAGRO本人ツイッターにより訂正されている（2013年2月25日ツイートより）。